# Stachys atherocalyx
Stachys atherocalyx là một loài thực vật có hoa trong họ Hoa môi. Loài này được K.Koch miêu tả khoa học đầu tiên năm 1849.